# Wilson, Louisiana
Wilson är en ort i East Feliciana Parish i Louisiana, USA.